# Port lotniczy Lolland Falster-Maribo
Port lotniczy Lolland Falster-Maribo – port lotniczy położony na wyspie Lolland, w miejscowości Maribo, w Danii.